# Marsha Ivins
Marsha Sue Ivins (Baltimore, 15 de abril de 1951) é uma astronauta norte-americana, veterana de cinco missões ao espaço.
Formada em engenharia aeroespacial pela Universidade do Colorado em Boulder em 1973, Ivins trabalhou em funções técnicas de sua especialidade no Centro Espacial Lyndon B. Johnson, em Houston, Texas, até 1980, quando qualificou-se como engenheira de voo e co-piloto nos aviões T-38 de treinamento e formação de aviadores da NASA.  
Em 1984 foi selecionada para um treinamento no corpo de astronautas da agência espacial, e entre 1990 e 2001 participou de cinco missões do ônibus espacial como especialista de missão.
Sua primeira ida ao espaço foi na STS-32 Columbia, em janeiro de 1990, uma missão de onze dias onde a tripulação colocou um satélite em órbita e recolheu a instalação de exposição de longa duração, um cilindro do tamanho de um ônibus contendo várias amostras expostas ao vácuo durante cinco anos na órbita terrestre.
Dois anos depois voltou ao espaço na STS-46 Atlantis, que colocou em órbita o satélite EURECA, construído pela Agência Espacial Europeia (ESA).
Seguiram-se a esta missão a STS-62 Columbia, em março de 1994, e a STS-81 Atlantis em entre 12 e 22 de janeiro de 1997, a quinta missão do ônibus espacial à estação orbital russa Mir e a segunda a realizar a troca da tripulação permanente da estação.
Sua última missão espacial foi lançada em 7 de fevereiro de 2001, novamente na nave Atlantis, missão STS-98, uma das primeiras missões à Estação Espacial Internacional ainda em início de montagem, que levou o módulo de conexão Unity à órbita. 